# مجلة علوم الفصل
مجلة علوم الفصْل، هي مجلة علمية يتم مراجعتها مرة كل أسبوعين وتغطي الكيمياء التحليلية. تأسست في عام 1978 باسم مجلة الكروماتوغرافيا عالية الدقة والاتصالات اللونية: HRC & CC. في عام 1989 ، تم تغيير اسمها إلى مجلة الكروماتوغرافيا عالية الدقة. حصلت على اسمها الحالي في عام 2001 ، عندما استوعبت أيضًا المجلة الموجودة مسبقًا لفصل مكروكلوم، والتي تأسست في عام 1989. وهي عضو في الجمعية الأوروبية لعلوم الفصل وجمعية علوم الفصل في كاليفورنيا. رئيس التحرير هو فرانتيشيك شغيتس (جامعة تشارلز). وفقًا لتقارير الاقتباسمن مجلة، فإن عامل التأثير للمجلة لعام 2018 يبلغ 2.516 ، مما يجعلها في المرتبة 33 من أصل 84 مجلة في فئة «الكيمياء، التحليلية».

## روابط خارجية
- https://onlinelibrary.wiley.com/journal/16159314